# Lillsved

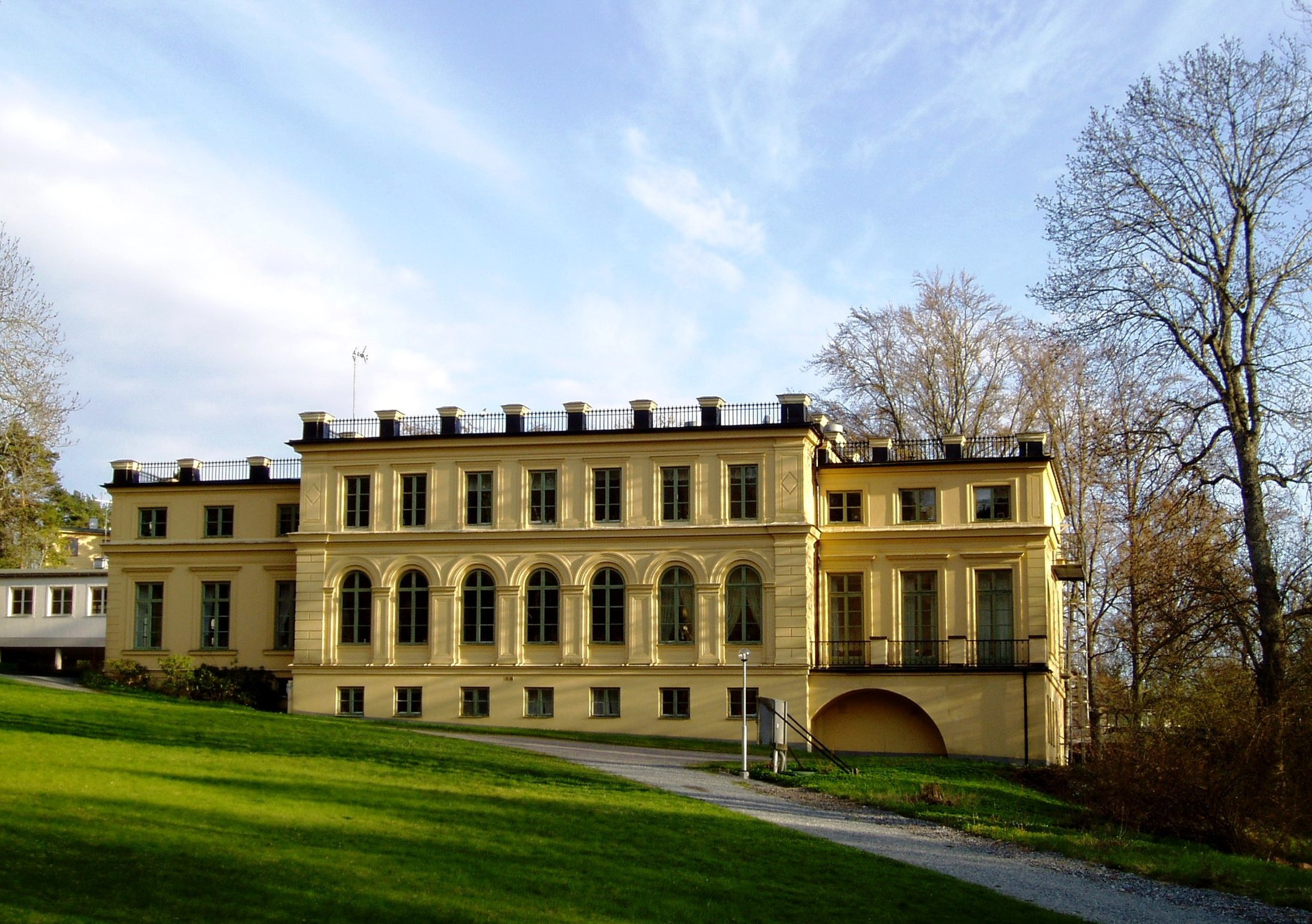
Lillsved, huvudbyggnaden.

Lillsved är en plats på Värmdö intill Saxarfjärden och Sandhamnsleden i Stockholms skärgård.
I Lillsved finns en idrottsfolkhögskola med konferenscenter och STF-anslutet vandrarhem. Bland skolans tidigare elever återfinns bland andra prins Daniel.

## Historik

### Gården
"Lilla Svedie" ingick i den förläning om fjorton hemman på Värmdö vilken amiralen och riksrådet Claes Larsson Fleming erhöll 1633. 
Av kartan från storskiftet 1766 framgår att det då fanns två mangårdsbyggnader - troligen timrade envåningshus. Johan Peter Ekman som förvärvade Lillsved 1791 ägde samtidigt också de närliggande gårdarna Väster- och ÖsterSkägga. Fredrik Lyckou inköpte Lillsved 1802 och lade till detta även näringsstället och gästgiveriet Lindalen som förblev under Lillsved ända till år 1837.
År 1858 inköptes Lillsved för 15 000 riksdaler riksmynt av grosshandlaren Per Jacob Fischer som uppförde en mycket stor mangårdsbyggnad av sten som kom att utgöra mittdelen av den nuvarande herrgårdsbyggnaden. Fischer sålde Lillsved fyra år senare för 65 000 riksdaler riksmynt. Från 1868 till 1899 ägdes Lillsved av Victor Leonard von Betzen som därmed blev den av Lillsveds många ägare som längst stannat kvar på gården.
År 1905 inköptes Lillsved av direktör Joseph Sachs, Nordiska Kompaniets skapare, som innehade gården i 18 år till 1923. Den nya ägaren lade ner stora summor på att rationalisera lantbruket, han till- och ombyggde mangårdsbyggnaden och förskönade i övrigt den vackert belägna gården. Lillsved omfattade då Sachs blev ägare 400 tunnland skog och 75 tunnland öppen jord, en areal som fördubblades år 1907 då Sachs genom arrende förvärvade den intilliggande kronogården Nyvarp.
Mycket snart efter tillträdet uppfördes en stor handelsträdgård med orkidéhus, ett flertal växthus, stora bänkodlingar och en fruktträdgård med flera hundra träd. Utöver trädgårdsodlingen fanns ett stort lantbruk med en fin kreatursstam, ett hönseri på 2000 höns, gäss mm. Ett minne från den Sachska tiden är de mycket vackra dörrhandtagen på herrgården. Dessa har suttit på ett hus på Norra Smedjegatan i Stockholm.

### Grundandet av gymnastikfolkhögskolan
1923 sålde Sachs Lillsved och efter några ägarskiften köptes det av Ernfrid Carlberg. Därmed inleddes för Lillsveds del den utveckling som skulle leda fram till skapandet av Sveriges första gymnastikfolkhögskola.
Avgörande för denna utveckling var Jan Ottosson folkskollärare, gymnastikdirektör och dessutom med en ettårig utbildning vid en dansk lärarhögskola som hade en nära kontakt med danskt kulturliv och danskt gymnastikliv. Jan Ottosson som först var gymnastiklärare på Tärna folkhögskola lyckades intressera Ernfrid Carlberg som också varit elitgymnast för sin vision. Jan Ottosson lyckades utverka att Lillsved överfördes som donation via Svenska Röda Korset till Svenska Gymnastikförbundet år 1934.
Den officiella invigningen skedde 13 juni 1937. Till skolans förste rektor utsågs Jan Ottosson som den 15 oktober 1937 kunde välkomna gymnastikfolkhögskolans första vinterkurs med sammanlagt 46 elever.
Under skolans första år blåste det upp en strid kring skolan. Striden berodde dels på personliga motsättningar och dels på olika syn på grunden för folkhögskolans arbete. På denna tid kunde man dela upp folkhögskolorna i två slag: bygdeskolor och rörelseskolor. Bygdeskolorna hade landstingen som huvudman och rekryterade sina elever från den bygd i vilken man verkade. Rörelseskolorna däremot hade bakom sig en folkrörelse av något slag, i Lillsveds fall den svenska gymnastikrörelsen. Motsättningen mellan folkhögskolans frihet och rörelsens krav var den principsak som striden gällde och som ledde till att Jan Ottosson lämnade Lillsved (1942) för att bli rektor på en småländsk folkhögskola.

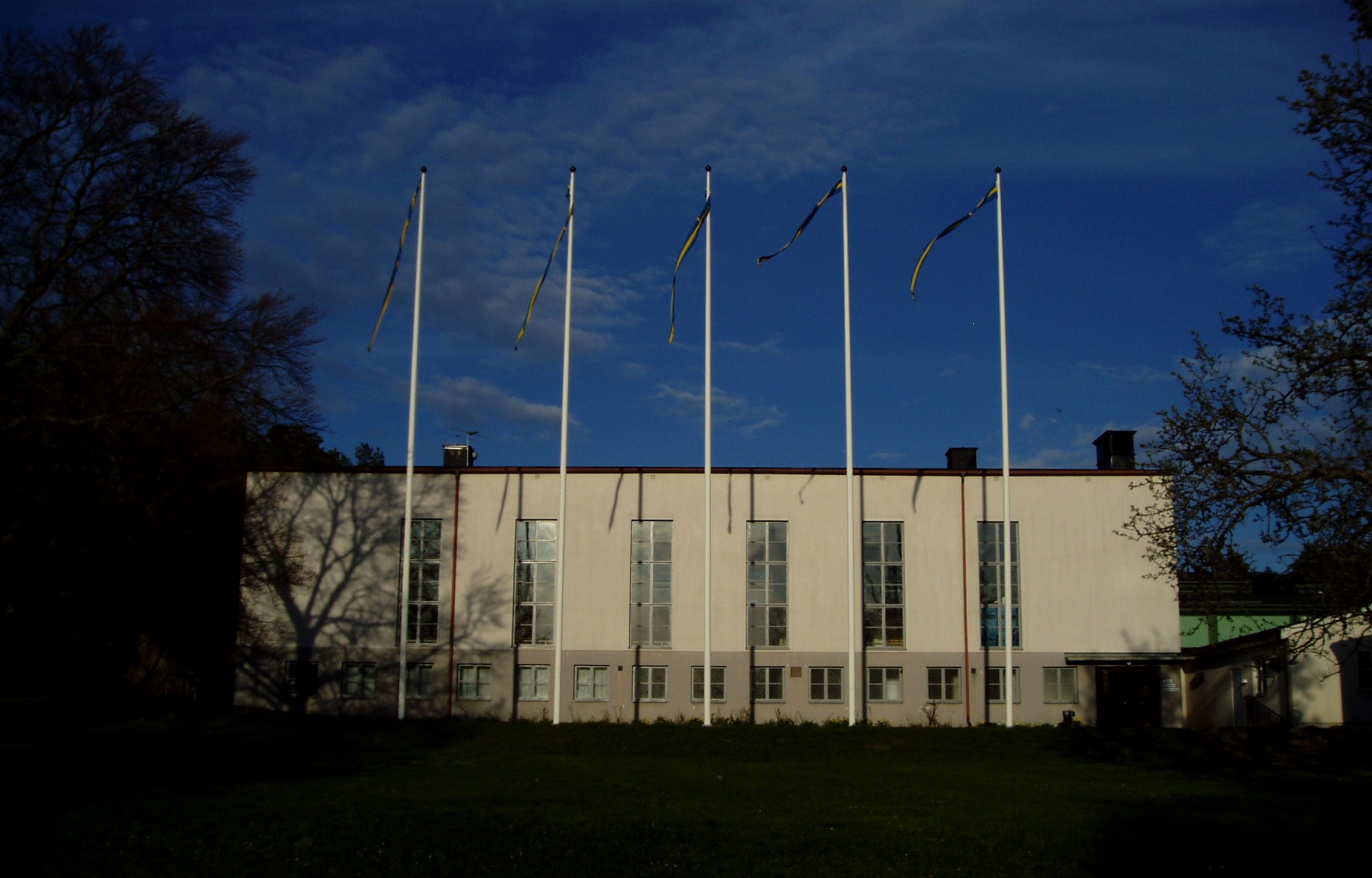
Gymnastikhallen.
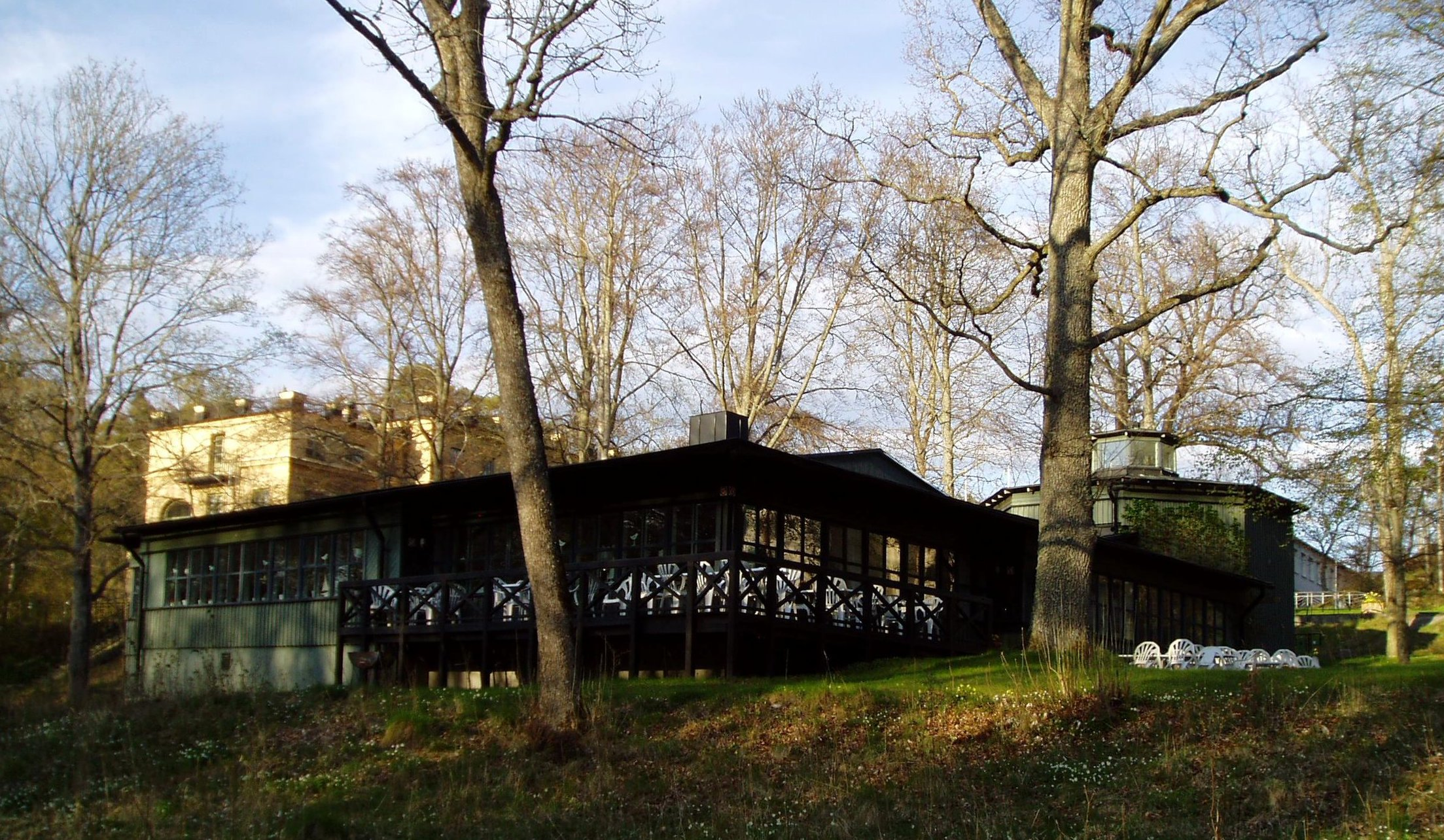
Matsalen.
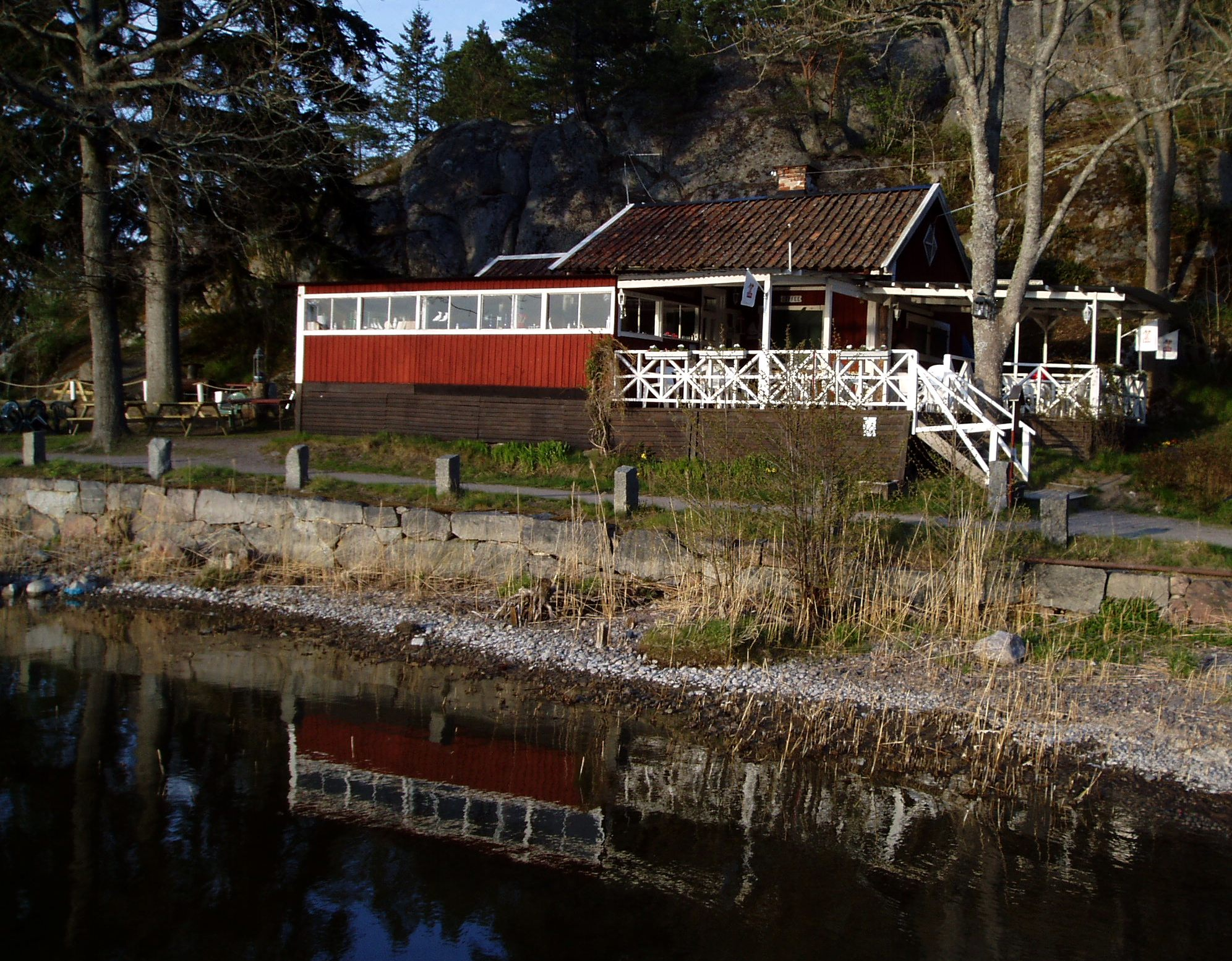
Café vid bryggan.